# Englische Badmintonmeisterschaft 1965
Die Englische Badmintonmeisterschaft 1965 fand vom 4. bis zum 6. Februar 1965 in The Drill Hall in Birkenhead statt. Es war die zweite Austragung der nationalen Titelkämpfe von England im Badminton.

## Titelträger
| Disziplin    | Gold                            | Silber                        |
| ------------ | ------------------------------- | ----------------------------- |
| Herreneinzel | Roger Mills                     | Michael Rawlings              |
| Dameneinzel  | Angela Bairstow                 | Phyllis Kirkwood              |
| Herrendoppel | John Havers William Havers      | Trevor Coates Tony Jordan     |
| Damendoppel  | Ursula Smith Jennifer Pritchard | Angela Bairstow Julie Charles |
| Mixed        | Roger Mills Margaret Barrand    | Tony Jordan Julie Charles     |

## Finalresultate
| Disziplin    | Sieger                          | Finalist                      | Ergebnis           |
| ------------ | ------------------------------- | ----------------------------- | ------------------ |
| Herreneinzel | Roger Mills                     | Michael Rawlings              | 15-3, 15-4         |
| Dameneinzel  | Angela Bairstow                 | Phyllis Kirkwood              | 11-5, 11-1         |
| Herrendoppel | William Havers John Havers      | Tony Jordan Trevor Coates     | 6-15, 15-10, 15-8  |
| Damendoppel  | Jennifer Pritchard Ursula Smith | Angela Bairstow Julie Charles | 5-15, 18-14, 15-6  |
| Mixed        | Roger Mills Margaret Barrand    | Tony Jordan Julie Charles     | 15-6, 12-15, 18-17 |